# Colossendeis megalonyx
Colossendeis megalonyx is een zeespin uit de familie Colossendeidae. De soort behoort tot het geslacht Colossendeis. Colossendeis megalonyx werd in 1881 voor het eerst wetenschappelijk beschreven door Hoek. 